# Diospyros melocarpa
Diospyros melocarpa är en tvåhjärtbladig växtart som beskrevs av Frank White. Diospyros melocarpa ingår i släktet Diospyros och familjen Ebenaceae. Inga underarter finns listade i Catalogue of Life.